# Thelocactus panarottanus
Thelocactus panarottanus là một loài thực vật có hoa trong họ Cactaceae. Loài này được Halda miêu tả khoa học đầu tiên năm 1998.